# Constituição do Estado da Guanabara

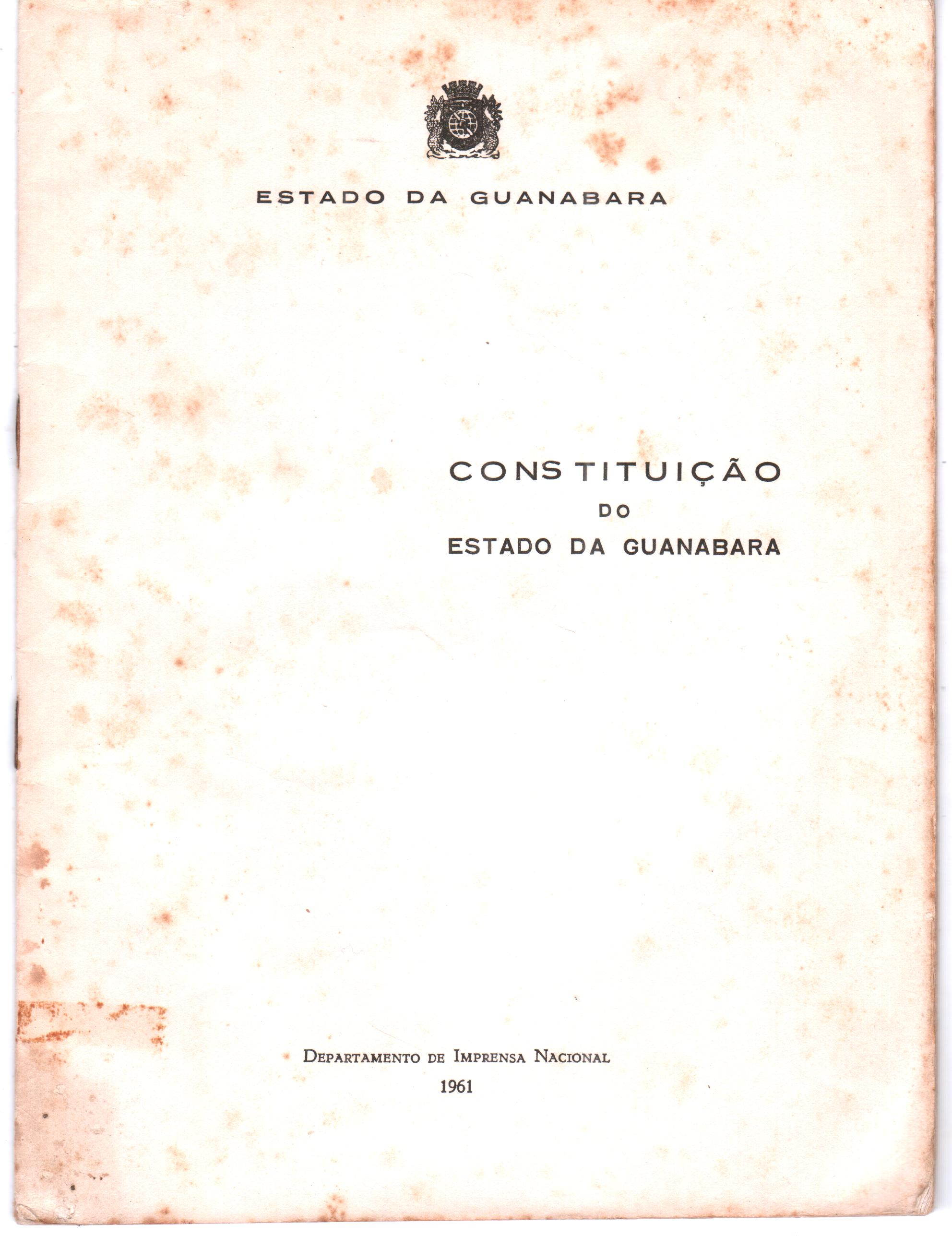
Exemplar da Constituição do Estado da Guanabara impresso pela Imprensa Nacional em 1961

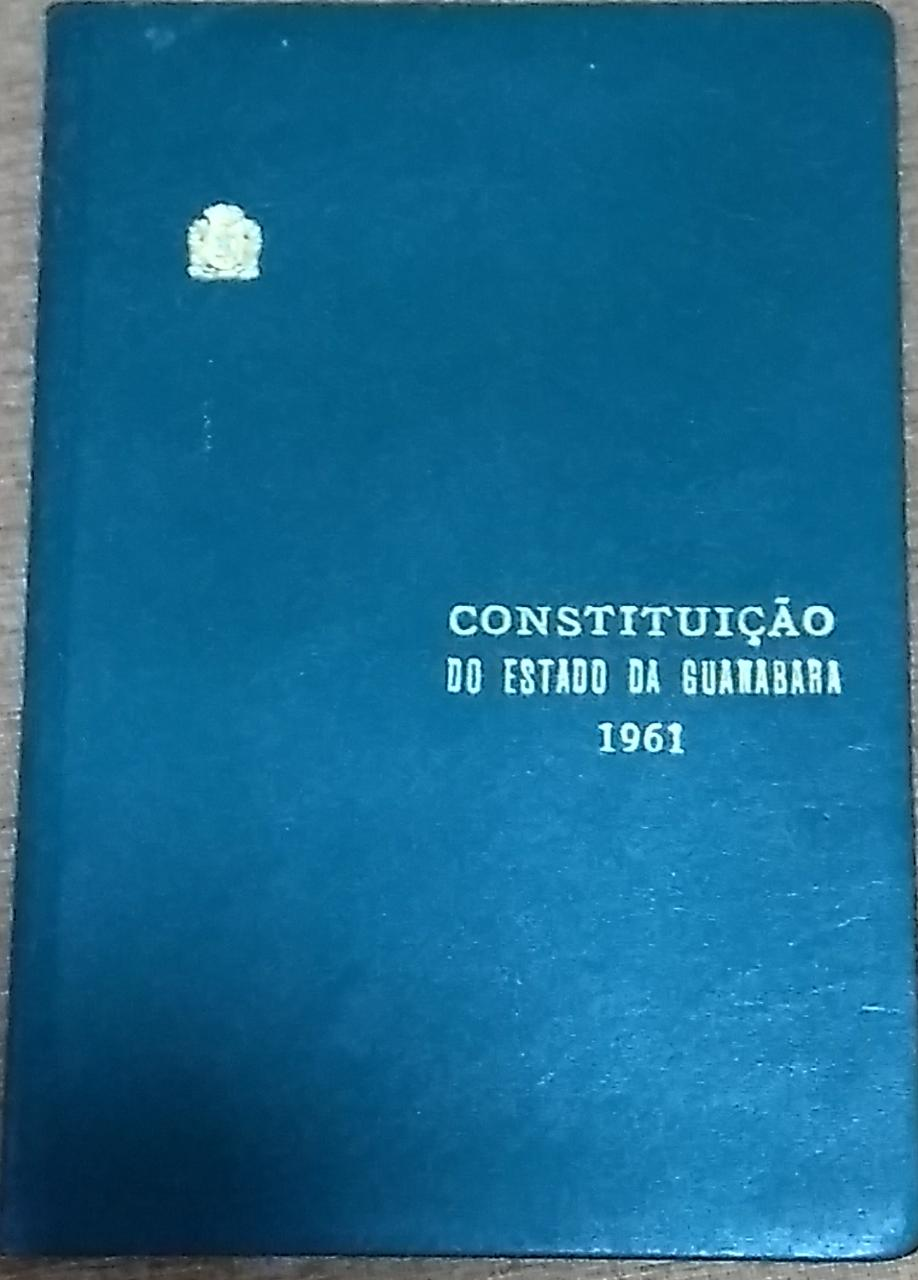
Edição em capa azul pela Imprensa Nacional.

A Constituição do Estado da Guanabara foi a Carta Magna que regeu o, hoje extinto, estado da Guanabara, no Brasil.

## História
Após a transferência da capital do Brasil, em 1960, o antigo Distrito Federal foi transformado no Estado da Guanabara. A constituição para reger o código político-jurídico-administrativo do novo estado foi promulgada pela Assembleia estadual Constituinte no dia 27 de março de 1961. Em 1967 foi preciso promulgar outra Constituição para se adequar à Constituição Federal de 1967.
Na solenidade de promulgação também houve homenagem filatélica à constituição com o lançamento, pelo Correio do Brasil, do selo alusivo ao ato de promulgação.

### Preâmbulo
| “ | O Povo do Estado da Guanabara, por seus representantes reunidos em Assembleia Constituinte, pondo a confiança em Deus, no propósito de assegurar a todos os habitantes e às gerações futuras os benefícios da liberdade, da ordem, da segurança, do bem estar, da educação, da saúde, do desenvolvimento e da solidariedade humana, decreta e promulga a seguinte CONSTITUIÇÃO DO ESTADO DA GUANABARA. | ” |

### Corpo redacional

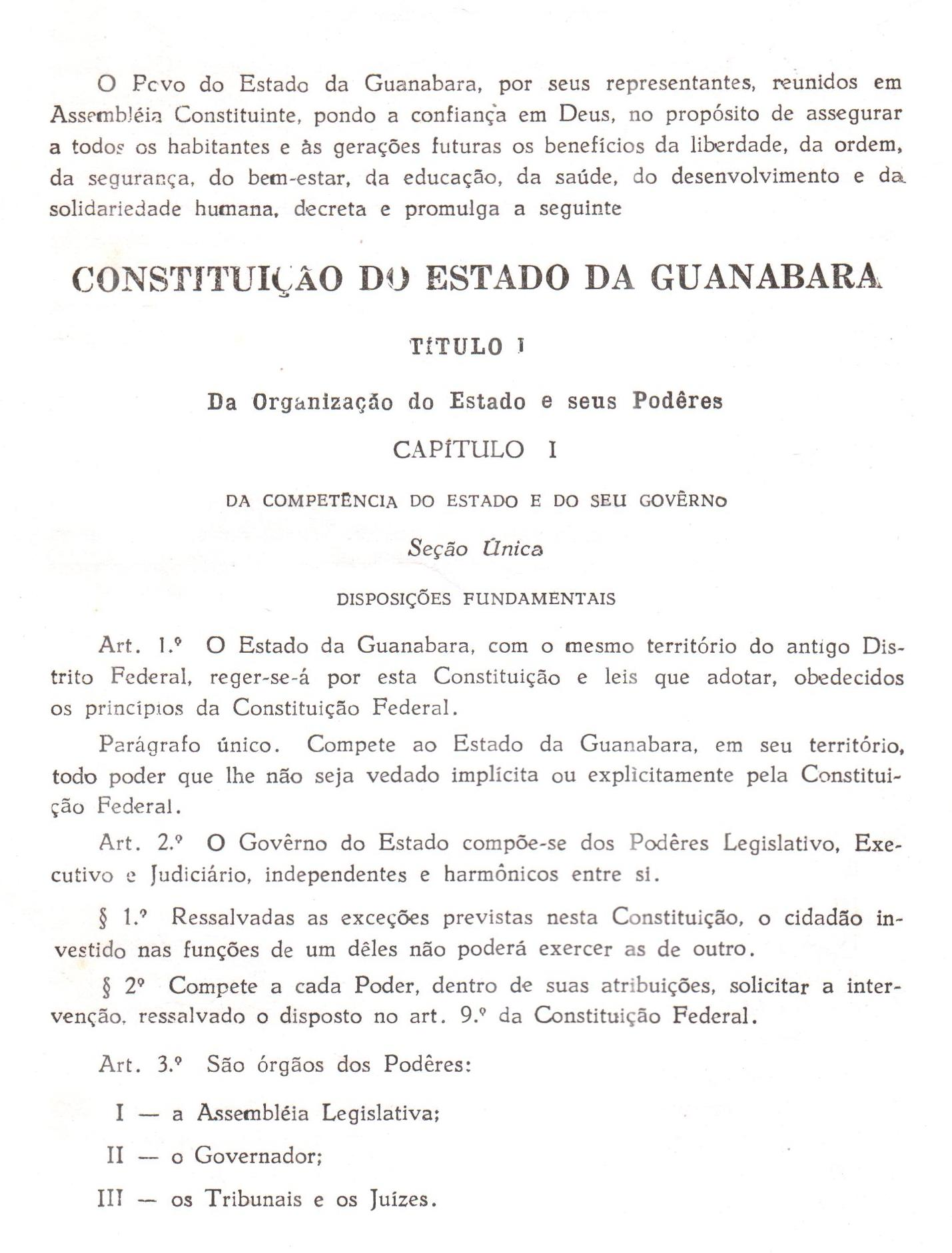
Primeira página da Constituição do Estado da Guanabara no exemplar impresso pela Imprensa Nacional em 1961.

A redação do corpo ou texto da primeira Constituição Política do estado da Guanabara tinha uma literatura com 81 artigos e o Ato das Disposições Transitórias tinha 25 artigos.

### Corpo constituinte
Adalgiza Nery, Afonso Arinos Filho, Aliomar Baleeiro, Armando da Fonseca, Amaral Netto, Atila Nunes, Danilo Nunes, Frota Aguiar, Hercules Correa, Berson Bergher, Gladistone Chaves de Melo, Gonzaga da Gama Filho, Hugo Ramos, Jorge Valadão, Levi Neves, Lígia Lessa Bastos, Lopo Coelho, Lutero Vargas, Miecimo da Silva, Nadir Larangeiras, Paulo Alberto Monteiro de Barros, Raul Brunini, Rolando Corbisier, Saldanha Coelho, Sami Jorge, Sandra Cavalcanti, Silbert Sobrinho, Souza Marques, Temistocles Cavalcanti e Waldemar Viena.

## Edição da Imprensa Nacional
Em 1961 o Departamento de Imprensa Nacional lança uma edição da constituição da Guanabara em uma brochura simples de 31 páginas de 21,5 X 16 cm.

## A constituição de 1967
O Brasil adotou uma nova constituição em 1967 e os estados também tiveram que promulgar as suas para se adequar à nova ordem constitucional e a Constituição da Guanabara foi promulgada em 11 de maio de 1967.